# Scoparia ambigualis
Scoparia ambigualis là một loài bướm đêm thuộc họ Crambidae. Loài này được tìm thấy ở châu Âu.
Sải cánh dài 15–22 mm. Con trưởng thành bay từ tháng 5 đến tháng 9 tùy theo địa điểm.
Ấu trùng ăn Valerian và có thể nhiều loài rêu khác.

## Hình ảnh

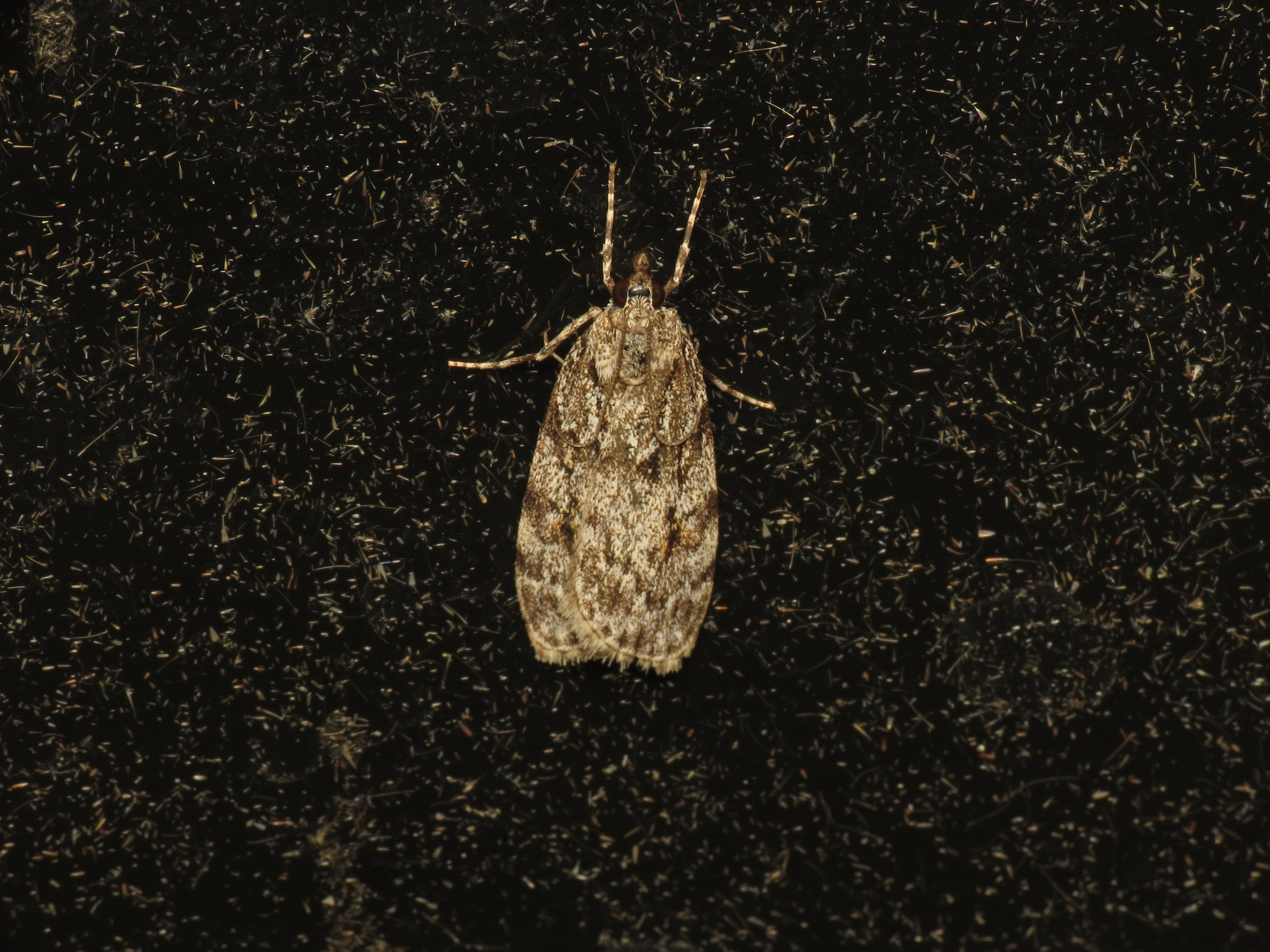
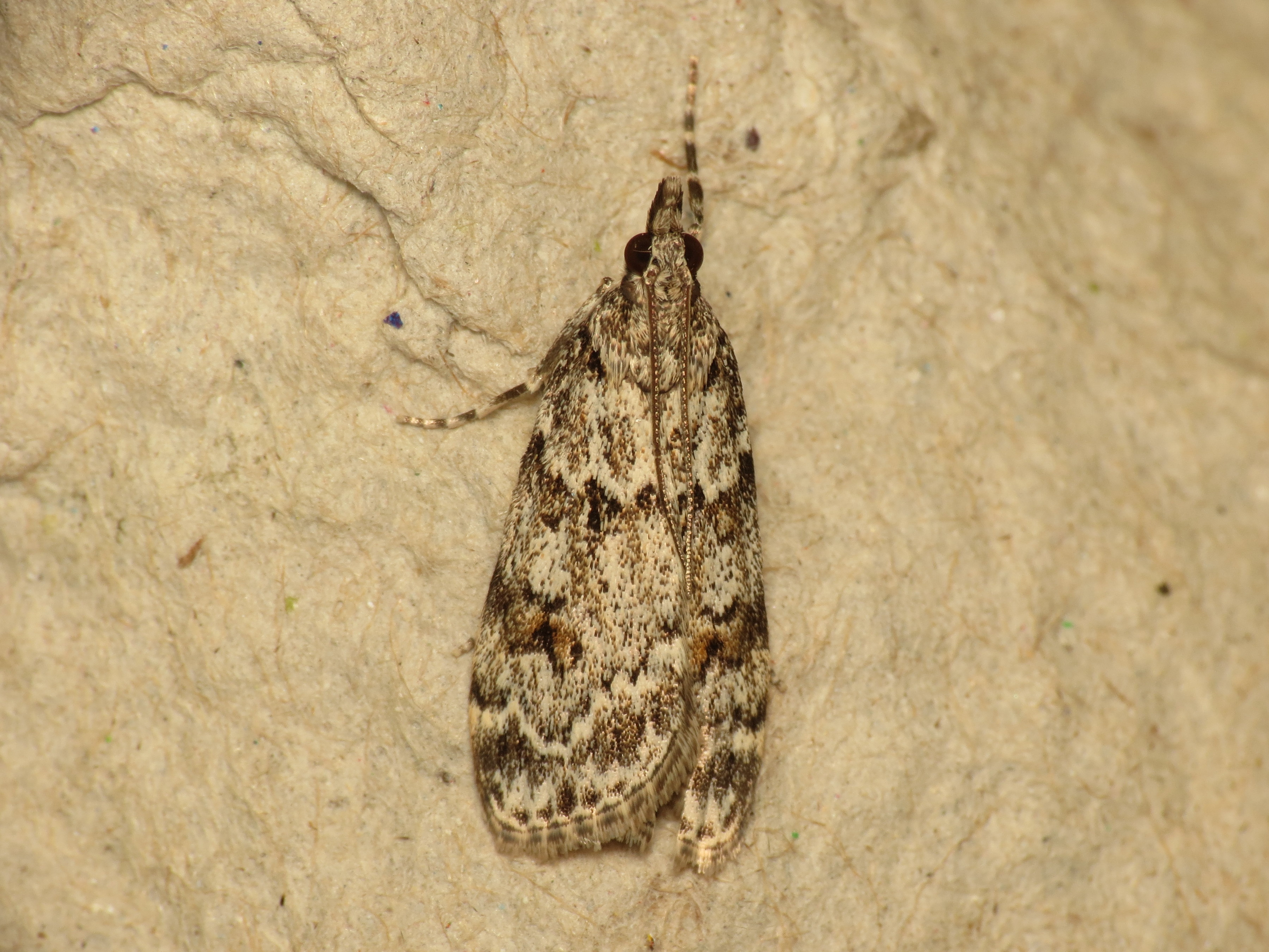
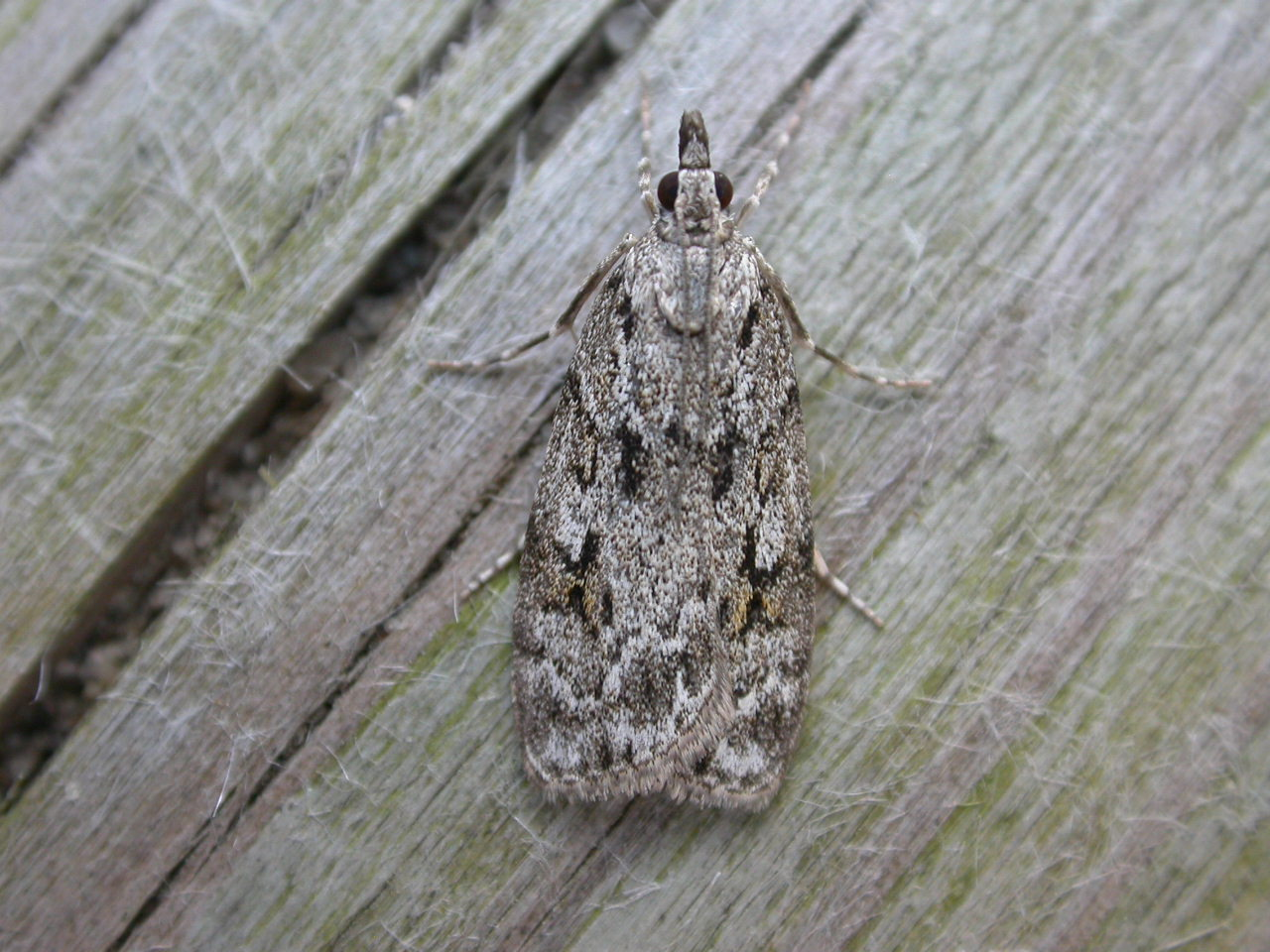
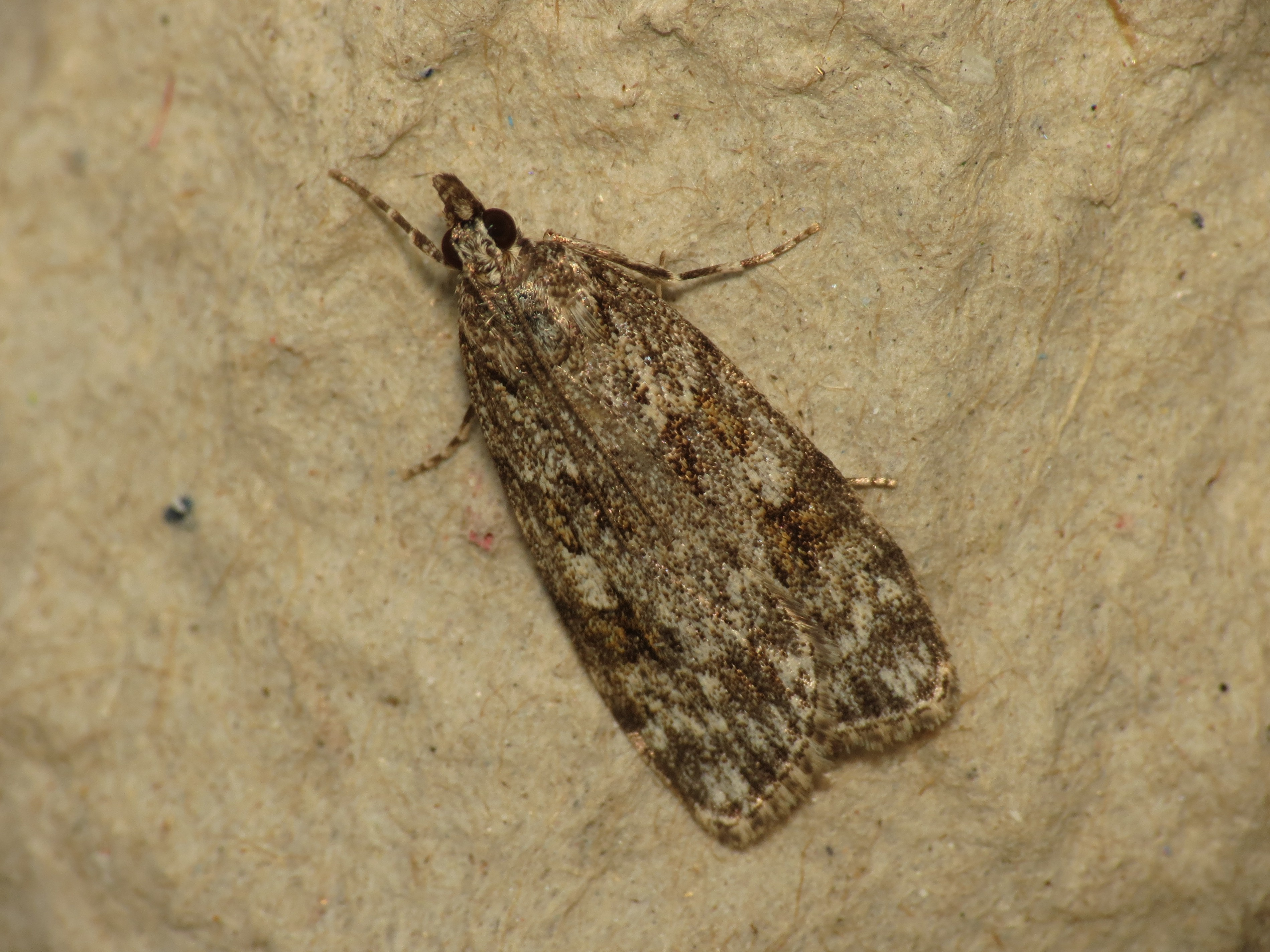